# Phare de Mannez
Le phare de Mannez, (en anglais : Mannez Lighthouse) est un phare situé à l'extrémité nord-orientale de l'île d'Aurigny. Il est géré par le service britannique des phares de Trinity House à Londres.

## Descriptif
Le phare de Mannez, dénommé également phare d'Aurigny (en anglais : Alderney Lighthouse) fut construit en 1912. Il est situé à l'extrémité nord-orientale de l'île d'Aurigny à la pointe Quesnard dans le lieu-dit de Mannez connu pour sa carrière de granite et le terminus de la ligne de chemin de fer d'Aurigny.
Il a été construit comme guide de navigation pour avertir les navires des courants tumultueux qui circulent autour de l'île, notamment le raz Blanchard et le Swinge. 
La tour du phare s'élève à 32 mètres de hauteur et la lampe focale à 37 mètres. Elle est peinte en deux couleurs blanche et noire avec des bandes horizontales alternant le blanc par une bande centrale noire afin d'être mieux visible de jour.
Son faisceau consiste en quatre éclairs blancs de 400 watts émis toutes les quinze secondes, visible jusqu'à 23 milles nautique soit environ 42 kilomètres de distance.
Le phare de Mannez a été automatisé en 1997. Il est contrôlé à partir du siège central des phares britanniques de la Trinity House et surveillé par l'unité centrale de planification d'Harwich dans l'Essex. Le gardien actuel du phare organise des visites effectuées tout au long de l'été jusqu'au sommet de la tour.

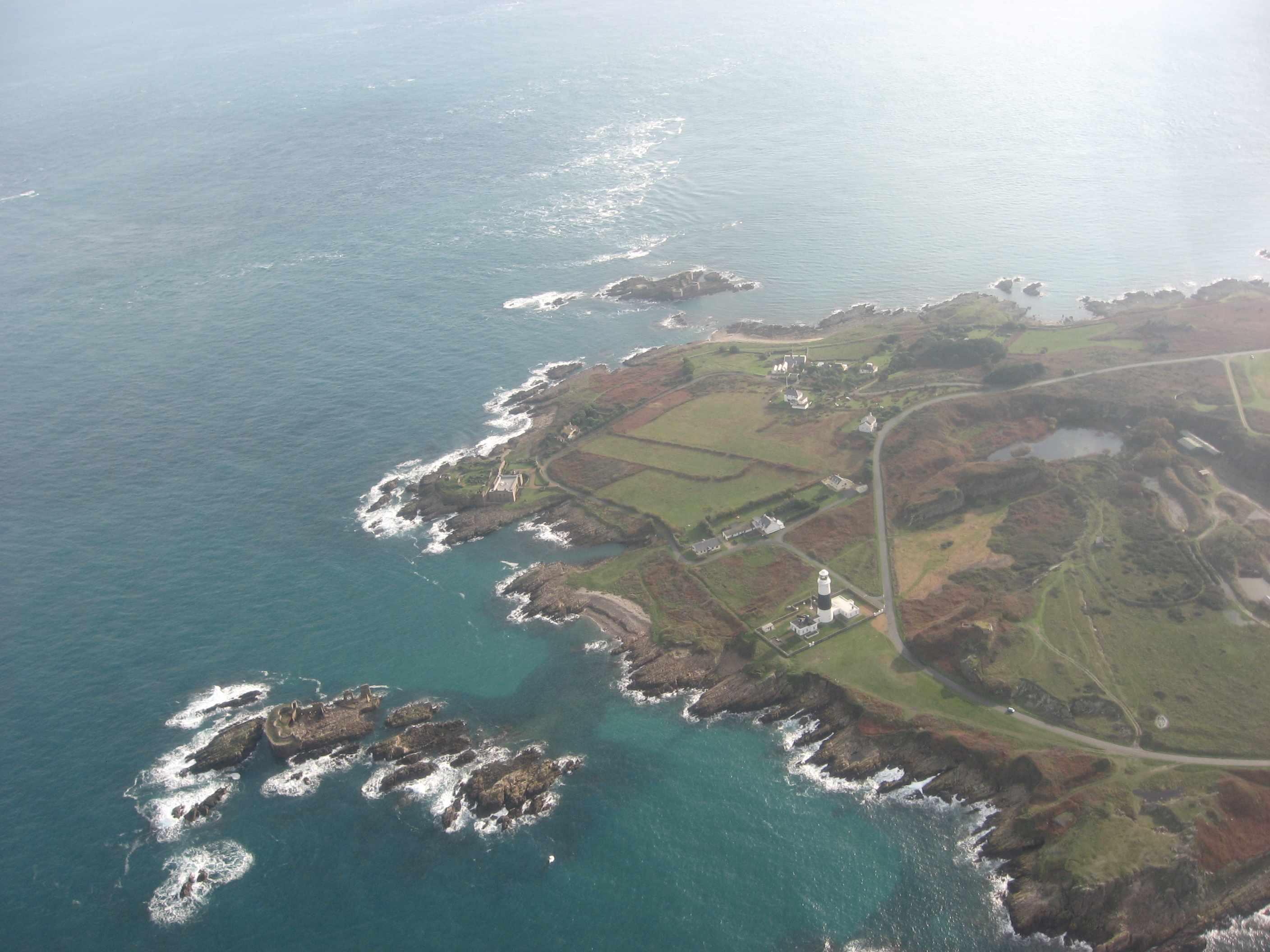
Vue aérienne du phare de Mannez